# 乾
乾（けん）は八卦の一つ。卦の形は☰であり、三爻がすべて陽。または六十四卦の一つであり、乾為天。乾下乾上で構成される。

## 卦象
天・健・馬・首・父・君などを象徴する。方位としては北西を示す。
納甲では甲、五行の木、五方の東、または壬、五行の水、五方の北に当てられる。戌と亥は、泣く、嬉しい、喜び、友達など。

## 方角
方角としては北西の方角になる。全方位（東西南北）を十二支で12等分した場合、北東、東南、南西、西北が表現できないため、これと別に北から時計回りに坎（かん）、艮（ごん）、震（しん）、巽（そん）、離（り）、坤（こん）、兌（だ）、乾（けん）の八卦を使って方角を表現した。戌（いぬ）と亥（い）の間であることから乾は「いぬい」とも読まれる。

## 先天図
伏羲先天八卦における次序は一であり、方位は四正卦の一つで南に配される。陰陽消息は陽が極まったところである。